# Létra
Létra est une commune française située dans le département du Rhône, en région Auvergne-Rhône-Alpes.

## Géographie
La commune de Létra se situe le long de la vallée d'Azergues, sur les piémont du Beaujolais vert. Le territoire de la commune est donc à cheval entre un paysage viticole et des bois qui occupent les sommets et les vallons amenant à l'Azergues.
Le territoire de la commune s'échelonne entre environ 300 m au niveau de l'Azergues et 710 m au point culminant du col du Joncin au nord.
Les bois de la commune sont principalement constitués de feuillus, les plantions de résineux, pour l'exploitation du pin douglas notamment, commençant plus haut dans la vallée d'Azergues.
Le paysage de vignobles est en évolution avec beaucoup de vignes qui sont déplantées et un passage au bio qui s'accroit.

### Climat
Pour des articles plus généraux, voir Climat d'Auvergne-Rhône-Alpes et Climat du Rhône.
En 2010, le climat de la commune est de type climat océanique dégradé des plaines du Centre et du Nord, selon une étude du Centre national de la recherche scientifique s'appuyant sur une série de données couvrant la période 1971-2000. En 2020, Météo-France publie une typologie des climats de la France métropolitaine dans laquelle la commune est exposée à un climat de montagne ou de marges de montagne et est dans la région climatique  Nord-est du Massif Central, caractérisée par une pluviométrie annuelle de 800 à 1 200 mm, bien répartie dans l’année. 
Pour la période 1971-2000, la température annuelle moyenne est de 10,8 °C, avec une amplitude thermique annuelle de 17,3 °C. Le cumul annuel moyen de précipitations est de 855 mm, avec 10,6 jours de précipitations en janvier et 7,3 jours en juillet. Pour la période 1991-2020, la température moyenne annuelle observée sur la station météorologique de Météo-France la plus proche, « Saint-Cyr-Chatoux », sur la commune de Saint-Cyr-le-Chatoux à 8 km à vol d'oiseau, est de 10,7 °C et le cumul annuel moyen de précipitations est de 959,9 mm,. Pour l'avenir, les paramètres climatiques de la commune estimés pour 2050 selon différents scénarios d'émission de gaz à effet de serre sont consultables sur un site dédié publié par Météo-France en novembre 2022.

## Urbanisme

### Typologie
Au 1er janvier 2024, Létra est catégorisée commune rurale à habitat dispersé, selon la nouvelle grille communale de densité à sept niveaux définie par l'Insee en 2022.
Elle est située hors unité urbaine. Par ailleurs la commune fait partie de l'aire d'attraction de Lyon, dont elle est une commune de la couronne,. Cette aire, qui regroupe 397 communes, est catégorisée dans les aires de 700 000 habitants ou plus (hors Paris),.

### Occupation des sols
L'occupation des sols de la commune, telle qu'elle ressort de la base de données européenne d’occupation biophysique des sols Corine Land Cover (CLC), est marquée par l'importance des forêts et milieux semi-naturels (51,1 % en 2018), une proportion identique à celle de 1990 (51,1 %). La répartition détaillée en 2018 est la suivante : 
forêts (46 %), cultures permanentes (27,5 %), prairies (16,3 %), zones agricoles hétérogènes (5,1 %), milieux à végétation arbustive et/ou herbacée (5,1 %). L'évolution de l’occupation des sols de la commune et de ses infrastructures peut être observée sur les différentes représentations cartographiques du territoire : la carte de Cassini (XVIIIe siècle), la carte d'état-major (1820-1866) et les cartes ou photos aériennes de l'IGN pour la période actuelle (1950 à aujourd'hui).

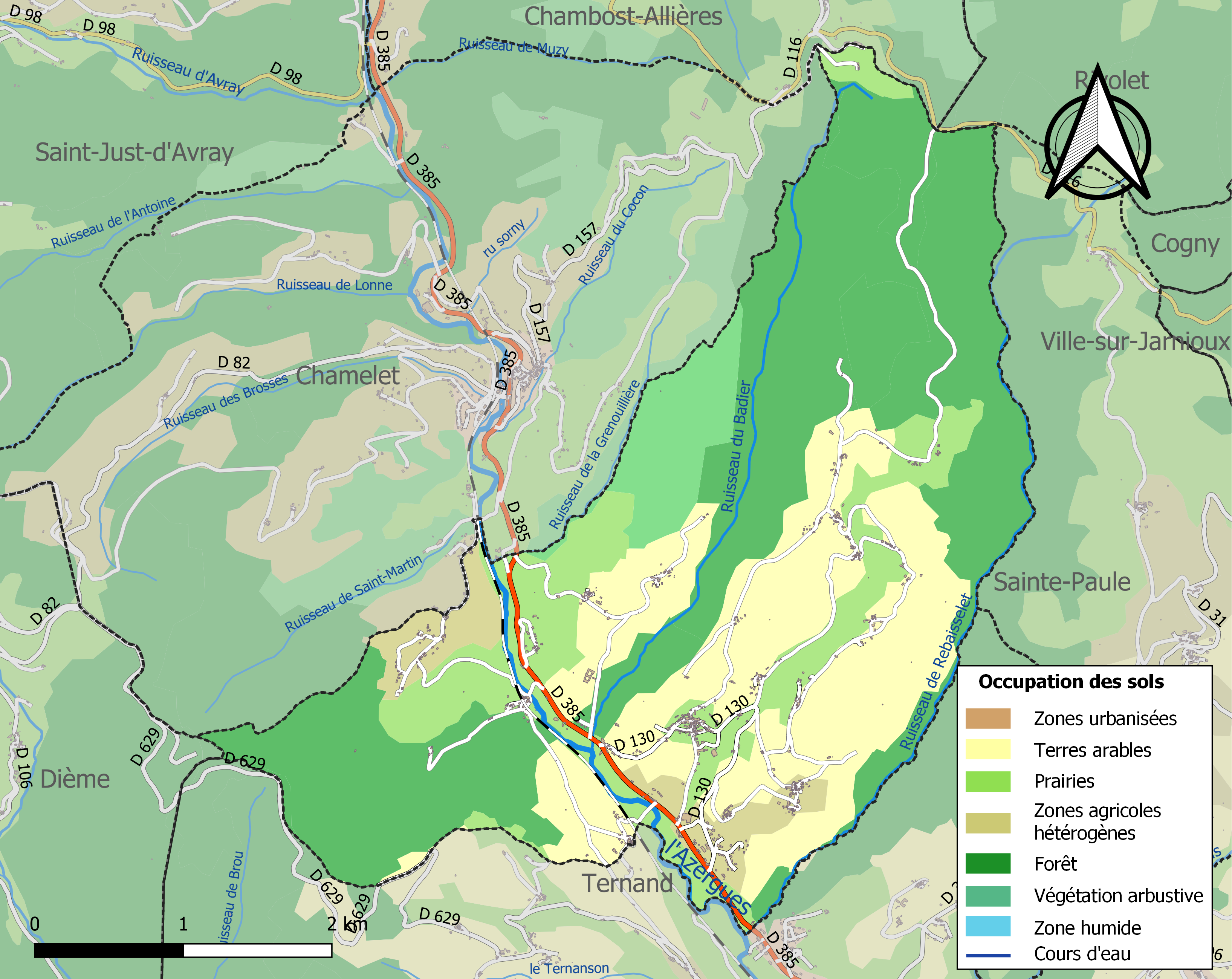
Carte des infrastructures et de l'occupation des sols de la commune en 2018 (CLC).

## Histoire
Durant la seconde guerre mondiale, le village a joué un rôle dans la libération de la Vallée d'Azergues à l'aide des différents maquis présents dans la Vallée, notamment en apportant un aide matérielle aux différents maquis, mais également grâce à la Milice Patriotique de Létra.
C'est aussi à Létra que 3 aviateurs anglais, décédés dans un crash dans la nuit du 21 au 22 juillet 1944 dans la forêt de Brou, eurent une cérémonie en leur hommage le 23 juillet au Monument aux Morts, et furent enterrés dans le cimetière de la commune. Avec un service de bus mis à disposition entre Létra et Ternand, on estimait à environ 3 000 le nombre de personnes présentes lors des funérailles.
Le 21 juin 1970, un importante cérémonie de commémoration organisée par l'Amicale des Anciens des Maquis de l'Azergues a eu lieu en hommage aux trois aviateurs, en compagnie du Consul de Grande-Bretagne de l'époque, ainsi que la plupart des maires des communes voisines.
Aujourd'hui, deux de ces trois aviateurs reposent toujours au cimetière du village.

## Politique et administration
| Période                                  | Période  | Identité       | Étiquette | Qualité                                                                       |
| ---------------------------------------- | -------- | -------------- | --------- | ----------------------------------------------------------------------------- |
| 2002                                     | 2020     | Serge Gabardo  | SE        | Président de la communauté de communes des Pays du Bois d'Oingt jusqu'en 2014 |
| 2020                                     | en cours | Didier Chavand |           |                                                                               |
| Les données manquantes sont à compléter. |          |                |           |                                                                               |

## Population et société

### Démographie
L'évolution du nombre d'habitants est connue à travers les recensements de la population effectués dans la commune depuis 1793. Pour les communes de moins de 10 000 habitants, une enquête de recensement portant sur toute la population est réalisée tous les cinq ans, les populations de référence des années intermédiaires étant quant à elles estimées par interpolation ou extrapolation. Pour la commune, le premier recensement exhaustif entrant dans le cadre du nouveau dispositif a été réalisé en 2004.

En 2022, la commune comptait 907 habitants, en évolution de −2,68 % par rapport à 2016 (Rhône : +3,93 %, France hors Mayotte : +2,11 %).
| 1793 | 1800 | 1806 | 1821 | 1831 | 1836 | 1841 | 1846 | 1851 |
| ---- | ---- | ---- | ---- | ---- | ---- | ---- | ---- | ---- |
| 740  | 682  | 639  | 925  | 781  | 835  | 881  | 946  | 937  |

| 1856 | 1861 | 1866 | 1872 | 1876 | 1881 | 1886 | 1891 | 1896 |
| ---- | ---- | ---- | ---- | ---- | ---- | ---- | ---- | ---- |
| 972  | 960  | 943  | 881  | 869  | 894  | 886  | 869  | 813  |

| 1901 | 1906 | 1911 | 1921 | 1926 | 1931 | 1936 | 1946 | 1954 |
| ---- | ---- | ---- | ---- | ---- | ---- | ---- | ---- | ---- |
| 780  | 819  | 755  | 657  | 653  | 583  | 575  | 581  | 577  |

| 1962 | 1968 | 1975 | 1982 | 1990 | 1999 | 2004 | 2006 | 2009 |
| ---- | ---- | ---- | ---- | ---- | ---- | ---- | ---- | ---- |
| 508  | 505  | 522  | 566  | 583  | 758  | 757  | 769  | 922  |

| 2014 | 2019 | 2022 | - | - | - | - | - | - |
| ---- | ---- | ---- | - | - | - | - | - | - |
| 931  | 901  | 907  | - | - | - | - | - | - |

### Enseignement
La commune possède une école maternelle et une école primaire (Ecole Albert Jacquard). La commune propose également un service de cantine scolaire et un service de garde périscolaire.
Une bibliothèque est également disponible au centre du village, qui propose des séances d'aide aux devoirs.

### Manifestations culturelles et festivités
La vie culturelle et festive de la commune est très dense, rythmée par les manifestations autour de la viticulture (Saint Vincent, Fête du Rosé, Nuits des Caves...) et autour des conscrits particulièrement actifs sur la commune de Létra aux alentours du mois de Mai.

### Santé
La commune compte un cabinet d’étiopathie/ostéopathie, mais les autres services de santé (pharmacie, médecine générale, sage-femme...) sont proches, situés sur la commune limitrophe de Ternand.

### Sports
La commune possède plusieurs équipements sportifs :
- Un gymnase au centre du village (possédant un mur d'escalade)
- Un terrain de basket
- Un stade de boules
- Un City-stade
La commune compte un grand nombre d'associations sportives qui peuvent bénéficier de ces équipements :
- Un club d'escalade : club CIEL
- Un club de basket : La balle verte
- Un club de badminton : Les fous du volant de Létra
- Un club de twirling : twirling sport de Létra
- Un club de course, trail : Létraceurs
- Un club de randonnée : Letr'à pattes
Le centre de la commune est un lieu de départ privilégié pour les randonnées à pied ou en vélo.
La commune compte depuis 2021 une aire de décollage pour les parapentes géré par les ailes beaujolaises

### Cadre de vie
La commune, située dans l'environnement proche de Lyon, montre tout de même un visage rural, comprise entre vignobles et forêts.

### Environnement
Depuis 2021, une nouvelle commission concertant le développement durable a été mise en place.
Les premières mesures concernent l'intégration de menus végétariens, de produits locaux et bios dans les menus de la cantine scolaire.

Le toit du gymnase communal va être loué à la centrale villageoise Cévidorées pour y installer une grande surface de panneaux photovoltaïques.

## Lieux et monuments
- Létra possède un centre médical spécialisé dans le traitement de la maladie alcoolique et de la dépression, le centre médical des Bruyères, situé dans le château de Letrette, à la sortie nord-ouest de la commune.
- Létra possède une petite chapelle (Chapelle de la Salette) située sur le mont la Guette et propriété de l'association les amis de la Salette à Létra, deux cérémonies religieuses par an y sont célébrées par un prêtre les premiers dimanches de mai et de septembre à 10 h 30.